# Bulbophyllum aberrans
Bulbophyllum aberrans là một loài phong lan thuộc chi Bulbophyllum.